# Linzer Sammlung
De Linzer Sammlung was een omvangrijke verzameling beeldende kunst aangelegd door Adolf Hitler voor een gepland Führermuseum in de Oostenrijkse stad Linz. 

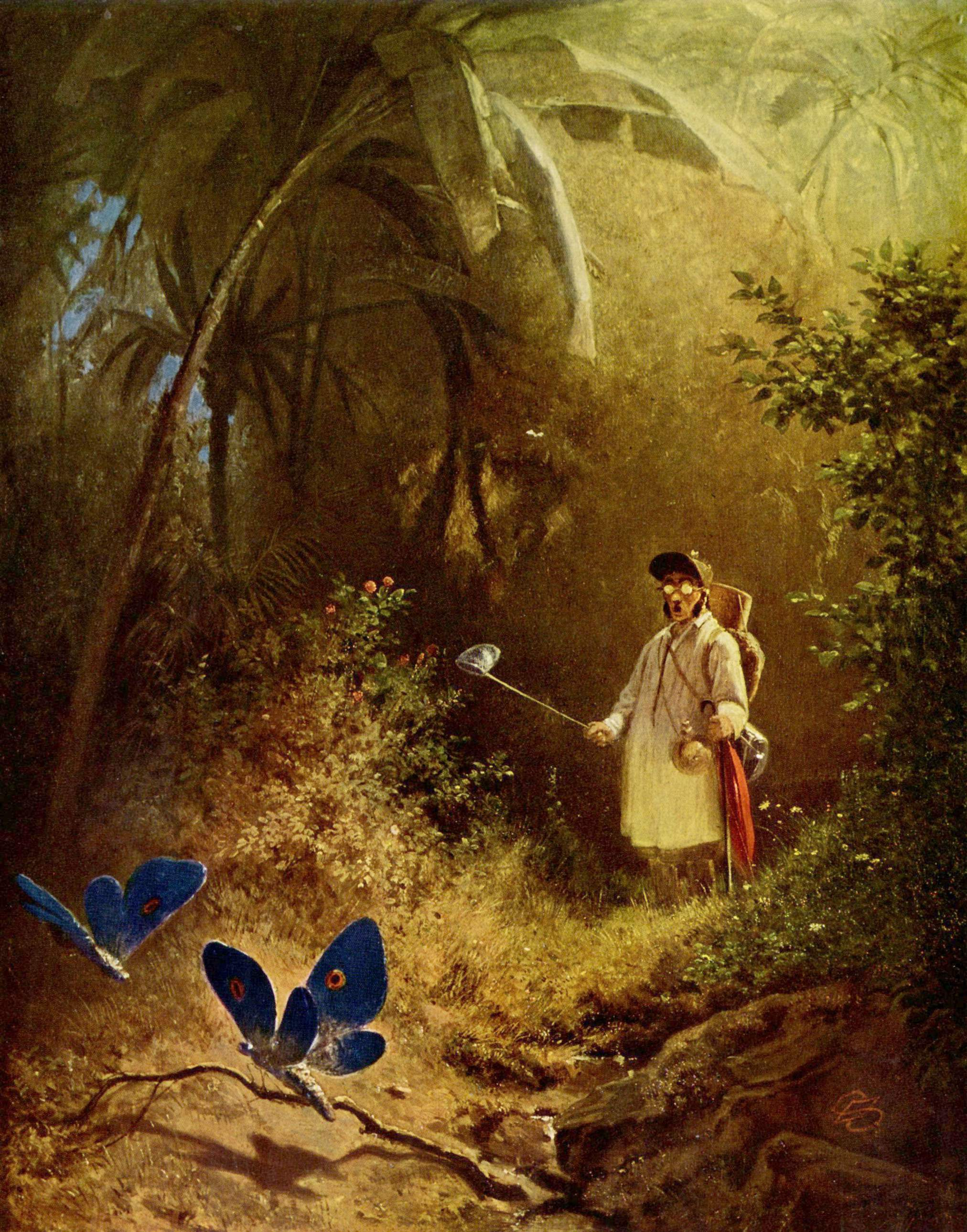
Der Schmetterlingsjäger (1840) door Carl Spitzweg

## Achtergrond
Hitler zelf legde in de jaren 30 van de 20e eeuw zelf het fundament van deze verzameling beeldende kunst door enkele honderden schilderijen te verzamelen van 19e-eeuwse Duitse en Oostenrijkse schilders. De kunst van de Duitse Romantiek van die eeuw was een geliefde periode voor de verzamelaar. Schilderijen verwijzende naar de soldatenheroïek in het genre van Von Pettenkofen of het werk Der Schmetterlingsjäger uit 1840 van Carl Spitzweg bevonden zich in de collectie.
Vanaf 1939 kreeg Hitler professionele assistentie van een vermaard kunstkenner Dr Hans Posse. Deze adviseur verlegde het zwaartepunt van de collectie van de Romantiek naar vroeg-Duitse werken en Nederlandse en Italiaanse meesters. Onder meer SS-chef Heinrich Himmler beheerde de verzameling die 4 713 objecten telde met een handelswaarde van 130 miljoen Reichsmark.

## Museum
Het was de bedoeling deze collectie te ontsluiten voor het publiek in een te bouwen Führermuseum in het Oostenrijkse Linz. Het was de bedoeling van Hitler om  het destijds landelijke Linz aan de Donau, vlakbij zijn geboorteplaats, de culturele hoofdstad van het Rijk te maken en tegelijkertijd de vier andere Führersteden, Berlijn, München, Hamburg en Nürnberg te evenaren. Het geplande Führermuseum zou 1100 meter lang worden en zou 16 miljoen kunstwerken moeten herbergen, merendeels uit de bezette gebieden geroofde kunst.

## Collectie
Hitlers kunsthonger was niet te stillen en hij vroeg slechts het beste. Een 3.200-tal kunstvoorwerpen werd via de kunsthandel of bij particulieren verworven. De overige stukken verkreeg men door roof of gedwongen verkoop, de zogenoemde naasting. Nochtans rust op alle aankopen het vermoeden van dwangmatige verkoop, meestal van Joodse eigenaars. De collectie wordt daarom gezien als roofkunst.
Naast een uitgelezen verzameling werken van Rembrandt van Rijn, Johannes Vermeer, Peter Paul Rubens, Jacob en Salomon van Ruysdael bestond de collectie ook uit beeldhouwwerk, wandkleden, meubels, boeken en munten.

## Na de oorlog
Na de oorlog kwam het merendeel van de kunstwerken terug bij de rechtmatige eigenaars op 10% na dat in staatshanden terechtkwam. De collectie is  te bekijken op de website van het Deutsches Historisches Museum te Berlijn. De online-collectie heeft ook het opsporen van roofkunst tot doel en biedt de mogelijkheid aan de rechthebbenden contact te leggen, eventueel via het Art Loss Register. Deze online te bezichtigen kunstverzameling biedt aan kunsthistorici de mogelijkheid een blik te werpen op kunstwerken die na 1945 weer in privébezit zijn teruggekeerd en sindsdien niet meer in het openbaar zijn vertoond.

## Kunstwerken bestemd voor het te bouwen Führermuseum in hetOostenrijkseLinz

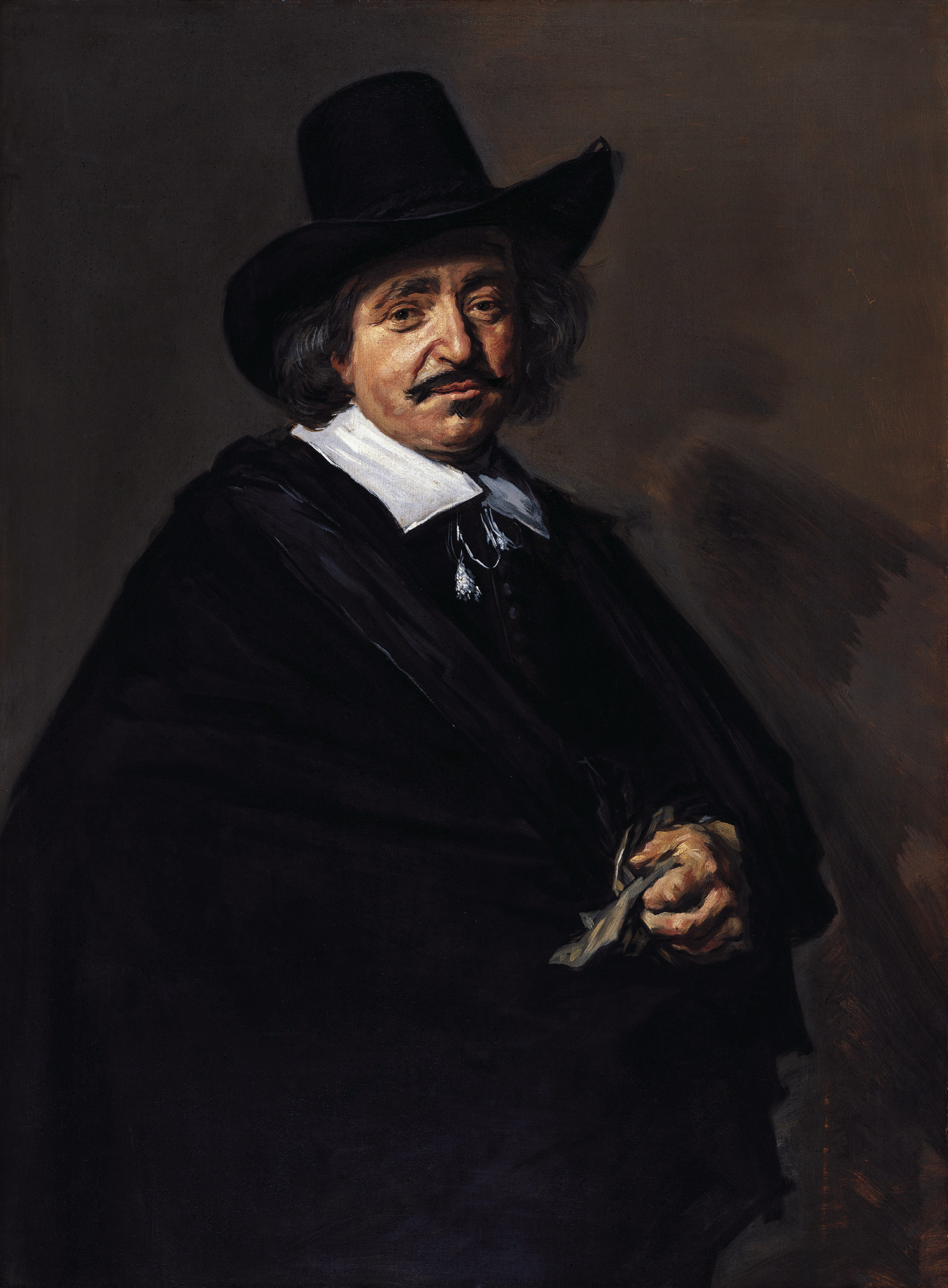
Portret van een man, Frans Hals, inbeslaggenomen, 1938
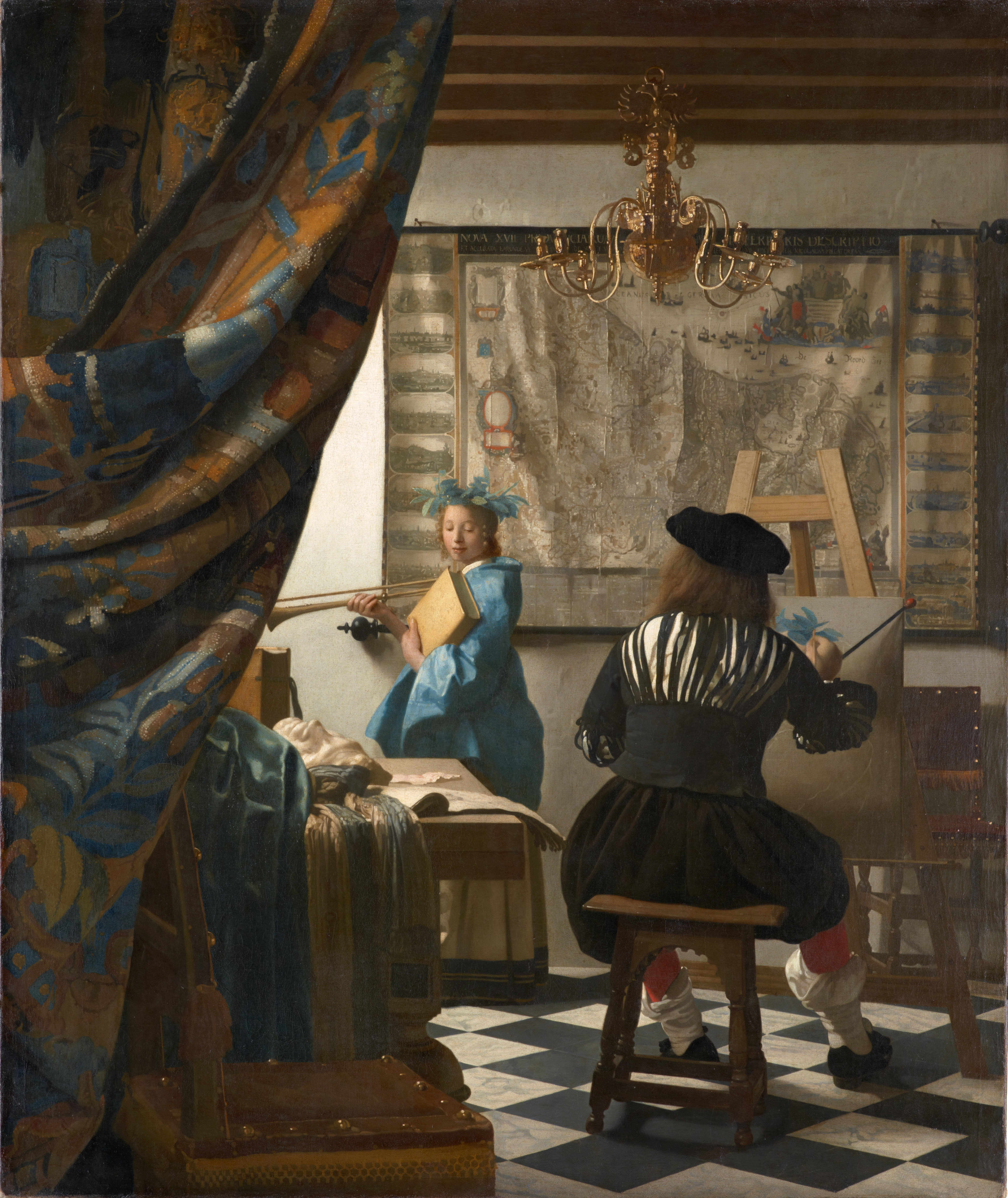
De Schilderkunst, Johannes Vermeer, aankoop door Hitler, 1940
Das Auge des Gesetzes (Justitia), Carl Spitzweg
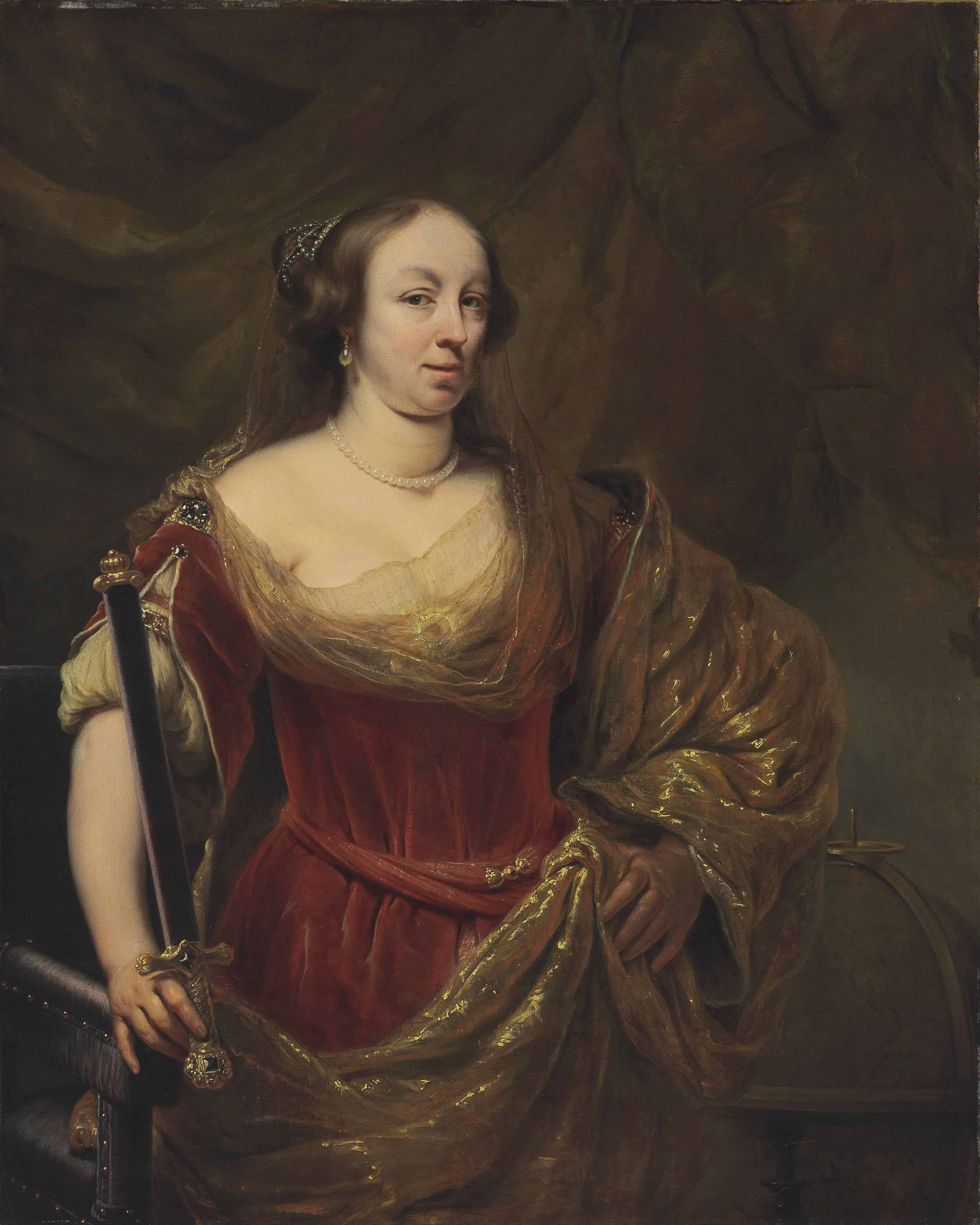
Portret van Maria Ludovica Gonzaga, uit de inbeslaggenomen Kunstverzameling Jacques Goudstikker

## Rererenties
1. ↑   Kulturhauptstadt des Führers. Gearchiveerd op 1 december 2023.